# Đorđe Tabaković
Đorđe Tabaković (v srbské cyrilici Ђорђе Табаковић; 3. května 1897, Arad, Rakousko-Uhersko – 1. září 1971, Novi Sad, Jugoslávie) byl známý srbský/jugoslávský architekt.

## Životopis
Tabaković pocházel z vojvodinské rodiny, která se výrazně zapsala do dějin srbského umění. Mnozí předchůdci Đorđe Tabakoviće byli malíři, či architekti. Jeho bratr Ivan Tabaković se stal rovněž malířem a později i profesorem na Bělehradské umělecké akademii.
Đorđe vyrůstal v Aradu, kde navštěvoval jak základní školu, tak i gymnázium. Architekturu studoval jak v Budapešti, tak i v Bělehradě. Poté žil nějakou dobu v Paříži i v Aradu a nakonec se přestěhoval do Nového Sadu, který se stal byl po zbytek života jeho domovem. Tabaković se brzy projevil jako pravý novosadský architekt a navrhl přes 50 projektů různých budov, od malých vil až po velké paláce. Jako jeden z mála srbských architektů byl - převážně díky svému pobytu v zahraničí (především Francii) - ovlivněn evropskými vlivy tehdejší funkcionalistické architektury. Od roku 1930 začal projektovat stavby, které toto plně potvrdily. Díky strohým liniím a prostorným oknům byla jejich výstavba jednak mnohem méně nákladná, než tomu bylo v případě jiných staveb, jednak byly vnitřní prostory vhodně prosvícené a slunné. Jeho nejznámější stavbou, která se nachází v centru Nového Sadu je Tanurdžićův palác. Kromě toho navrhl i budovu Novosadské obchodní mládeže (1931), Palác Klajn, Sokolský dům (dnes Kino mládeže) a některé další objekty. V Zrenjaninu byly podle jeho návrhů zrealizovány budovy Burzy práce a Dětského domu.
Během druhé světové války i nadále aktivně navrhoval různé budovy. Po jejím skončení se však rozhodl tuto činnost opustit; stal se profesorem na umělecké škole, věnoval se fotografii, designu a publikoval různé statě. Navrhl vnitřní uspořádání divadla v Zrenjanině a centrální novosadské pošty. Zemřel v roce 1971 v Novém Sadu.
Od roku 1994 uděluje Novosadská společnost architektů každoročně Tabakovićovu cenu za architekturu význačným osobám, které přispěly k rozvoji města.